# Song 2
Song 2 ist ein Lied der englischen Rock-Band Blur. Das Lied ist die zweite Singleauskopplung von ihrem fünften Album Blur, das im April 1997 erschien. Der Riff-basierte Track, der für seinen übersteuernden Refrain bekannt ist, wurde zu einem der bekanntesten Songs der Band.

## Entstehung und Veröffentlichung
Der Gitarrist und Sänger Damon Albarn kommentierte das Debüt des Songs während eines Konzertes in der Royal Dublin Society in Dublin im Juni 1996 mit den Worten:

“This one’s called ‚Song 2‘, ’cos we haven’t got a name for it yet.”

„Dieses [Stück] heißt ‚Song 2‘, weil wir noch keinen Namen dafür haben.“

Der Arbeitstitel blieb bis zur Veröffentlichung bestehen. Angeblich handelt der Song von Bob Nastanovich, der bei der Band Pavement spielte und für seine ausdrucksvollen und energiegeladenen Bühnenauftritte bekannt ist.
Song 2 wurde das zweite Lied auf dem Album und die zweite Singleauskopplung. Das Lied ist 2 Minuten und 2 Sekunden lang.  Bei den Triple J’s Hottest 100 in Australien belegte das Lied im Jahr 1997 Platz 2. Auch auf dem Album Blur: The Best Of ist Song 2 das zweite Lied.
Die ersten zwei Strophen des Refrains beziehen sich auf Parästhesie. Die genaue Bedeutung ist nicht bekannt, doch Blur ist für seine eigenwilligen Liedtexte bekannt.

## Formate
7″
1. Song 2
2. Get Out of Cities

CD 1
1. Song 2
2. Get Out of Cities
3. Polished Stone

CD 2
1. Song 2
2. Bustin’ + Dronin’
3. Country Sad Ballad Man (Live-Akustik)

International CD
1. Song 2
2. Get Out of Cities
3. Polished Stone
4. Bustin’ + Dronin’

Japan Tour CD
1. Song 2
2. Get Out of Cities
3. Polished Stone
4. Bustin’ + Dronin’
5. Beetlebum (Mario Caldato Jr. mix)
6. Beetlebum (Instrumental)
7. Country Sad Ballad Man (Live-Akustik)
8. On Your Own (Live-Akustik)

## Musikvideo
Sophie Muller führte Regie bei dem Musikvideo, das die Band in einem kleinen, abgeschlossenen Raum mit Lautsprechern zeigt. Während der Refrains drückt der Schalldruck der Lautsprecher die Bandmitglieder gegen die Wände und zu Boden. Das Video ähnelt unter anderem wegen seines Tapetenhintergrunds Blurs Musikvideo Popscene.

## Rezeption
Der Song war als eine Parodie der US-amerikanischen Grunge-Musik gemeint. Ironischerweise wurde er von eben jenen Musiksendern gespielt, deren Musikstil der Song parodiert. Obwohl das Lied untypisch für Blurs eigentlichen Stil ist, wurde er zu dem am meisten mit der Band assoziierten Stück.
Aufgrund seines übersteuernden Refrains und des einprägsamen Ausrufs „Wuu-huu“ wurde das Stück weltweit lizenziert. Die erste und bemerkenswerteste Verwendung fand das Stück als Titelmusik des Computerspiels FIFA: Road to World Cup 98. Auch in etlichen Werbespots wie für den Intel Pentium II, den Nissan Sentra, den Spielfilm Starship Troopers und BMW wurde es eingesetzt. Für den Einsatz des Titels in einem Werbefilm für ein Flugzeug des US-amerikanischen Militärs wurde hingegen keine Freigabe erteilt.
Aufgrund seiner euphorisierenden Art wird das Lied bevorzugt bei Sportveranstaltungen wie Fußball, Eishockey und Baseball eingesetzt, wenn die Heimmannschaft ein Tor oder einen Punkt erzielt oder ein Spiel gewinnt. Etwa beim FC St. Pauli ist das Stück seit Jahren die Torhymne, ebenso in der Deutschen Eishockey Liga bei den Adlern Mannheim.

## Kommerzieller Erfolg

### Chartplatzierungen
In den britischen Charts erreichte es Platz 2, in Australien Platz 4.
| ChartsChartplatzierungen       | Höchstplatzierung | Wochen |
| ------------------------------ | ----------------- | ------ |
| Vereinigte Staaten (Billboard) | 55 (11 Wo.)       | 11     |
| Vereinigtes Königreich (OCC)   | 2 (7 Wo.)         | 7      |

### Auszeichnungen für Musikverkäufe
| Land/Region                  | Auszeichnungen für Musikverkäufe (Land/Region, Auszeichnung, Verkäufe) | Verkäufe  |
| ---------------------------- | ---------------------------------------------------------------------- | --------- |
| Australien (ARIA)            | Gold                                                                   | 35.000    |
| Dänemark (IFPI)              | Gold                                                                   | 45.000    |
| Italien (FIMI)               | 2× Platin                                                              | 200.000   |
| Neuseeland (RMNZ)            | 3× Platin                                                              | 90.000    |
| Spanien (Promusicae)         | Platin                                                                 | 60.000    |
| Vereinigtes Königreich (BPI) | 3× Platin                                                              | 1.800.000 |
| Insgesamt                    | 2× Gold · 9× Platin ·                                                  | 2.230.000 |